# Парош
Парош (рум. Paroș) — село у повіті Хунедоара в Румунії. Входить до складу комуни Селашу-де-Сус.
Село розташоване на відстані 272 км на північний захід від Бухареста, 42 км на південь від Деви, 138 км на схід від Тімішоари, 146 км на північний захід від Крайови.

## Населення
За даними перепису населення 2002 року у селі проживали 346 осіб, усі — румуни. Усі жителі села рідною мовою назвали румунську.